# Sam Ashe Arnold
Sam Ashe Arnold (Ottawa, 15 aprile 2003) è un attore canadese famoso per aver interpretato Gavin Coscarelli nella serie Hai paura del buio? (2019), Zed Novak in Best. Worst. Weekend. Ever. (2018) e Will Wigington in Brotherhood (2019).

## Biografia
Sam Ashe Arnold è nato il 15 aprile 2003 ad Ottawa in Canada.
Ha esordito come attore nel 2015 nel cortometraggio Winter Hymns. L'anno seguente ha recitato nel film Odd Squad: The Movie e nel film televisivo Sarai sempre la mia bambina. Nel 2017 ha recitato nei film Il ragazzo e il grande elefante e nel film televisivo Terrore al 55º piano. Nel 2020 ha recitato in Blindfire.
In televisione ha recitato nelle serie televisive Creeped Out - Racconti di paura e Hai paura del buio? e nella miniserie Best.Worst.Weekend.Ever..

## Filmografia

### Attore

#### Cinema
- Winter Hymns, regia di Dusty Mancinelli - cortometraggio (2015)
- A Tale of the Bonesetter, regia di Brett Kelly - cortometraggio (2015)
- Odd Squad: The Movie, regia di J.J. Johnson (2016)
- The Big Crunch, regia di Dusty Mancinelli - cortometraggio (2016)
- The Adventure Club, regia di Geoff Anderson (2017)
- Il ragazzo e il grande elefante (Phoenix Wilder and the Great Elephant Adventure), regia di Richard Boddington (2017)
- Game, regia di Joy Webster - cortometraggio (2017)
- Born in the Maelstrom, regia di Meryam Joobeur - cortometraggio (2017)
- How Tommy Lemenchick Became a Grade 7 Legend, regia di astien Alexandre - cortometraggio (2018)
- Brotherhood, regia di Richard Bell (2019)
- Wasted, regia di Miroslav Pecovic - cortometraggio (2020)
- Blindfire, regia di Michael Nell (2020)

#### Televisione
- Sarai sempre la mia bambina (Mommy's Little Girl), regia di Yuvraj Chauhan e Curtis Crawford – film TV (2016)
- Creeped Out - Racconti di paura (Creeped Out) – serie TV, 1 episodio (2017)
- Terrore al 55º piano (High-Rise Rescue), regia di Robert Vaughn – film TV (2017)
- Best.Worst.Weekend.Ever., regia di Jeremy Garelick – miniserie TV (2018)
- Il narcisista (The Narcissist), regia di Max McGuire (2019)
- Hai paura del buio? (Are You Afraid of the Dark?) – serie TV, 3 episodi (2019)

### Produttore esecutivo
- Winter Hymns, regia di Dusty Mancinelli - cortometraggio (2015)
- Murder in High Heels, regia di Brett Kelly (2019)

### Sceneggiatore
- Wasted, regia di Miroslav Pecovic - cortometraggio (2020)

## Riconoscimenti
- 2016 – Canadian Film Fest
  - Miglior Cast – Cortometraggio per Winter Hymns (vinto con Kyle Peacock)
- 2016 – Joey Awards
  -  Young Actor in a Short Film Ages 11 Years per Winter Hymns
- 2017 – Joey Awards
  - Best Actor in a Short Film Ages 13 -15 per How Tommy Lemenchick Became a Grade 7 Legend
  - Nomination Best Principal or Supporting Actor in a TV Movie Feature Age 11 Years & Up per Terrore al 55º piano
- 2018 – Joey Awards
  - Best Actor in a Feature Film Leading Role per Il ragazzo e il grande elefante
- 2019 – Joey Awards
  - Best Actor in a Recurring Role Television Family or Comedy Age 15+ per Best.Worst.Weekend.Ever.